# 西厓柳成龍 (駆逐艦)
西厓柳成龍（ソエ・リュ・ソンニョン、日本語読み：せいがい りゅう せいりゅう、朝鮮語：서애류성룡、ラテン文字:Seoae Yu Seong ryong, DDG-993）は、大韓民国海軍の駆逐艦。世宗大王級駆逐艦の3番艦。艦名は文禄・慶長の役期の李氏朝鮮宰相であった柳成龍と、その号である西厓に由来する。「厓」が特殊文字であることから「西エ柳成龍」とも表記される。
当初の艦名は「権慄（クォン・ニュル、Gwon Yul）」が予定されていたが変更されている。

## 艦歴
「西厓柳成龍」は、KDX-IIIイージスシステム搭載型7,600トン級駆逐艦として現代重工業蔚山造船所で建造され、2011年3月24日に国防部長官金寛鎮（キム・グァンジン）、海軍参謀総長金成賛（キム・ソンチャン）らが臨席のもとで進水式を実施、2012年8月30日に竣工し海軍に引き渡された。
防衛事業庁によれば、2012年3月に航海中のところソナー保護装置であるウィンドウが破損したことが明らかとなる。当該部品の価格は約10億ウォンで、対策として海上ゴミなどの浮遊物を避けて航行するように防衛事業庁が指示していたことが明らかとなる。破損部の交換は時間が掛かると見られ、2013年2月に入手、同年8月頃に交換できるとされる。
2012年12月、北朝鮮によるミサイル発射実験に対応して韓国海軍保有の全イージス艦が出動し不測の事態に備える。同月12日、ミサイルは発射され沖縄西方の上空を通過したミサイルの軌跡を探知している。
2014年には環太平洋合同演習(RIMPAC)に参加、艦対空ミサイルによる標的の迎撃を行なった。